# Johann Adam Oberndorfer
Johann Adam Oberndorfer (auch Adam Oberndorfer; * 17. Juli 1792 in Pressath; † 11. Februar 1871 in München) war ein deutscher Nationalökonom und Hochschullehrer.

## Leben
Oberndorfer war Sohn eines Metzgermeisters. Von 1806 bis 1811 besuchte er das Gymnasium Amberg und anschließend 1812/1813 das hochschulische Lyzeum dort. 1813 wurde er an der Universität Landshut immatrikuliert und studierte insbesondere Kameralistik. Zu seinen Lehren zählte vor allem Gottlieb Hufeland. 1816 schloss er sein Studium vorübergehend ab und wurde Rentbeamter in Nabburg. Er kehrte nach kurzer Zeit, im Herbst 1817, an die Landshuter Universität zurück und widmete sich dort weiter den Studien der Rechtswissenschaft. Am 12. August 1818 wurde er schließlich in Landshut zum Doktor der Rechte promoviert. Im Anschluss erhielt er ein königliches Reisestipendium, mit dem er an die Universität Göttingen ging, an der insbesondere Georg Friedrich Sartorius sein Lehrer war.
Oberndorfer kehrte 1819 an die Universität in Landshut zurück, an der er sich im November 1819 mit der Schrift Grundlegung der Kameralwissenschaften, oder über die systematische Einheit und den organischen Zusammenhang derselben habilitierte. Ab 1819 war er dort Privatdozent für Staatswirtschaft und Staatswissenschaft. Am 22. März 1821 erhielt er eine Stelle als außerordentlicher Professor, bevor er am 15. April 1822, kurz nach der Veröffentlichung seines Werkes System der Nationalökonomie: aus der Natur des Nationallebens entwickelt, zum ordentlichen Professor befördert wurde.
Oberndorfer verließ auf eigenen Wunsch die akademische Laufbahn und wurde am 23. September 1824 Rentbeamter in Abensberg bei Neustadt an der Donau. Dort wirkte er allerdings nur zwei Jahre. Am 3. Oktober 1826 erfolgte schließlich seine Berufung zum ordentlichen Professor der Polizei- und Finanzwissenschaft, des Berg- und Forstrechts sowie der Forstpolizei an die Staatswirtschaftlichen Fakultät der Universität München, wobei auch die allgemeine Rechtslehre zu seinen Lehrgebieten gehörte. Daneben engagierte er sich in der Verwaltung der Universität. Über lange Jahre war er Mitglied des Verwaltungsausschusses und 1831/1832 sowie 1841/1842 Rektor der Universität. Am 17. Januar 1858 wurde er in den Ruhestand versetzt.

## Schriften (Auswahl)
- Grundlegung der Kameralwissenschaften, oder über die systematische Einheit und den organischen Zusammenhang derselben, Storno, Landshut 1818.
- System der Nationalökonomie: aus der Natur des Nationallebens entwickelt, Krüll, Landshut 1822.
- Gegen welche Erscheinungen der Zeit müssen sich die Studirenden vorzüglich bewahren, um ihrem Berufe getreu zu bleiben?, Weber, München 1832.
- Theorie der Wirthschaftspolizei: oder die sogenannte Nationalökonomie und Staatswirthschaftslehre und Volkswirthschaftspflege genannt, Seidel, Sulzbach 1840.